# Le Catogne
Le Catogne (2.598 m s.l.m.) è una montagna delle Alpi del Monte Bianco nelle Alpi Graie. Si trova nel distretto di Entremont (Canton Vallese).

## Descrizione
La montagna fa parte del Massiccio Dolent-Argentière-Trient e si trova ad ovest di Orsières. Appare di forma conica e dalla valle del Rodano si presenta come montagna imponente.